# Centre d'études de l'emploi et du travail
 (août 2024).
 (août 2024).
Pour les articles homonymes, voir CEET.
Le Centre d'études de l'emploi et du travail, souvent appelé CEET, est un programme transverse du Conservatoire national des arts et métiers (Cnam) visant à développer une recherche pluridisciplinaire sur le travail et l'emploi, dans une perspective académique et de réponse à la demande sociale. 
Ce type de structure transversale de recherche est prévu dans le règlement intérieur du Cnam (sous les termes de « programme transverse » ou de « structure spécifique »), et ses caractéristiques seront précisées (notamment vis-à-vis du CNRS) dans ce cadre.
Le CEET s'appuie sur quatre laboratoires du Cnam : le CRTD (Centre de recherche sur le travail et le développement, EA), le Lirsa (Laboratoire interdisciplinaire de recherche en sciences de l’action, EA) le Lise (Laboratoire interdisciplinaire de sociologie économique, UMR Cnam/CNRS) et le laboratoire MESuRS (Modélisation, épidémiologie et surveillance des risques sanitaires, EA) . 
Sa directrice actuelle est Christine Erhel.

## Histoire
À sa création, en 1970, il s'agissait d'un simple département de l'Institut national d'études démographiques (Ined). Après être devenu un département autonome, le Centre d'études de l'emploi (CEE) a été transformé en Établissement public de recherches, ce qui a conféré une autonomie importante à son personnel. Puis il est devenu un Établissement public à caractère administratif, à la fois rattaché au ministère de l'enseignement supérieur et de la recherche et au ministère du Travail.  
En 2016, il devient le Centre d'études de l'emploi et du travail (CEET), et est intégré au Conservatoire national des arts et métiers (Cnam).
Le CEET est implanté à Noisy-le-Grand de 1989 à 2024. 
Depuis le 1er juin 2024, le CEET se situe au "Landy 2" à Saint-Denis. 

## Organisation
Le CEET compte environ quatre-vingt-dix chercheurs (sociologues, économistes, socio-économistes, juristes, politistes, statisticiens, ergonomes) travaillant en partenariat avec des laboratoires académiques (CNRS, Universités, etc.), les services d’études des administrations et organismes publics, ainsi que des grandes entreprises. 
Outre la recherche, les missions du CEET  incluent la construction de partenariats et la conduite de projets de recherche sur ces thématiques, la formation de doctorant.e.s, la diffusion des travaux par le biais d’une politique de publications et de communication. Une attention particulière est accordée aux liens avec la statistique publique, à l’échelon national et international.
Le CEET conserve un conseil d'orientation qui jouera un rôle opérationnel et où siègeront notamment des représentants du Ministère du Travail.

## Programme de recherche du CEET

### Principaux objectifs et missions
Les principaux objectifs du programme de recherche :
- développer des recherches pluridisciplinaires et transversales sur le travail et l’emploi ;
- développer des partenariats avec d’autres institutions de recherche et d’enseignement supérieur sur les thématiques travail/emploi
- accueillir et former des doctorant.e.s dont les sujets de thèse correspondent aux axes de recherche du CEET ; poursuivre la formation à la recherche et aider à l’insertion professionnelle de post-doctorant.e.s recruté.e.s par le CEET ;
- favoriser l’obtention de financements extérieurs pour des projets de recherche ou des partenariats durables sur ses thématiques de recherche (ministères, Pôle emploi, Unédic, Anact, ANR, Union européenne, Fondation de Dublin, OCDE…) ;
- assurer la diffusion des travaux de recherche menés dans le cadre du CEET, et le cas échéant par ses partenaires, auprès d’un public large (communauté scientifique, administrations, entreprises, partenaires sociaux, journalistes…), en France et à l’étranger.

### Quatre axes de recherche
Inégalités, discriminations, genre... analyse les inégalités dans l’accès à l'emploi mais aussi dans la qualité de l’emploi, le travail, la qualité de vie au travail.
Politiques publiques, emploi et travail... ouvre la boîte noire du marché du travail et des organisations. Il observe leur fonctionnement au regard des politiques de l'emploi et du travail et des politiques sociales ayant des effets sur l'emploi ou le travail.
Parcours professionnel, travail et santé... propose une approche globale, de l'entrée dans la vie active à la retraite et inclut des problématiques de santé au travail et de liens entre santé et itinéraires professionnels.
Transformations des organisations, changement technologique et évolutions du travail et de l’emploi... s’intéresse aux transformations des organisations en lien avec l’évolution du travail, les régulations collectives, ou les méthodes de management.

## Les publications du CEET
Le CEET publie régulièrement les travaux de ses chercheurs par le biais de trois supports:
- Connaissance de l'emploi
- Documents de travail
- Rapports de recherche